# Come, Tell Me How You Live
Come, Tell Me How You Live är en kort självbiografisk bok av reselitteratur av deckarförfattaren Agatha Christie. Det är en av endast två böcker hon skrev och lät publicera under båda sina gifta namn "Christie" och "Mallowan" (den andra var Star Over Bethlehem and other stories) och publicerades första gången i Storbritannien i november 1946.

## Titeln
Bokens titel är ett citat från vers tre i Den Vite Riddarens dikt Haddocks' Eyes från kapitel åtta i Alice i Spegellandet (1871) av Lewis Carroll. Det är också en ordlek med ordet "Tell", som används för att beskriva en arkeologisk hög eller plats.

## Historia
Christie tänkte först skriva boken 1938 och skrev till sin litterära agent Edmund Cork i juli samma år, där hon föreslog projektet och berättade att det inte alls skulle vara seriöst eller arkeologiskt. Hon skrev boken under andra världskriget efter att hennes make Max Mallowan hade skickats till Egypten med British Council i februari 1942 och hon bodde ensam i London. Hon sysselsatte sig med att arbeta på ett sjukhusapotek och använde den kunskap hon hade fått genom att arbeta på samma sätt under första världskriget genom att arbeta två heldagar, tre halvdagar och varannan lördagsmorgn, och "resten av tiden skrev jag".
Hon tillade: "Det är först nu som jag till fullo inser, när jag ser tillbaka på min produktion under kriget, att jag producerade en otrolig mängd saker under dessa år." En av dessa böcker var Come, Tell Me How You Live. Hon skrev den "av nostalgi" och kände sig illa till mods över separationen från Max och ville återerövra det "gripande minnet av våra dagar i Arpachiyah och Syrien". Hon medgav att den var "lättsam och lättsinnig" men att den var en korrekt återspegling av den tid och de händelser som boken skildrar. Christie avslutade boken i juni 1945, en månad efter återföreningen med sin make, och skickade runt den för kommentarer och åsikter om lämpligheten för publicering. Hon fick stöd av Stephen Glanville (som tidigare hade hjälpt till med pjäsen Akhnaton och pushat Christie att skriva Döden till mötes), Edmund Cork och Max själv som fick den i hemkomstpresent. Mindre entusiastisk var Sidney Smith, föreståndare för avdelningen för egyptiska och assyriska antikviteter vid British Museum. Han var en vän till familjen och varnade henne att "även om det hela är alltigenom trevlig läsning, är jag inte helt säker på att du skulle göra klokt i att trycka den alls".
En annan som inte var entusiastisk över boken var hennes förlag William Collins and Sons, som var "misstänksamma och ogillande" men "boken blev en succé, och jag tror att de då beklagade att boken var så kort".
Christies kronologi är sammanlänkad och något förvirrad i boken från de faktiska händelserna på 1930-talet, även om hon aldrig anger något årtal. Under de två sista månaderna 1934 följde Christie med Max och den unge arkitekten Robin Macartney (kallad Mac i boken) på en lantmäteriexpedition i Syrien. Mallowans tidigare expedition och den första han förde befäl över hade varit i Arpachiyah, nordost om Nineve i Irak 1933, men det landet hade blivit för farligt, därför flytten till Syrien. När Christie beskriver avgången från Victoria Station nämner hon sin dotter Rosalind som fjorton år när hon i själva verket var ett år äldre. Robin Macartney var en begåvad men blyg tecknare som senare ritade skyddsomslag för fyra av Christies brittiska utgåvor från 1930-talet (Mord i Mesopotamien, Murder in the Mews, Döden på Nilen och Döden till mötes). Christie skrev också om hur hon förgäves försökte gilla cigaretter genom att röka två om dagen i ett halvår. Max försökte också introducera henne för olika viner, men erkände sig besegrad och fick kämpa för att skaffa vatten till henne på restauranger.
Boken ger sedan intrycket av att endast en säsong uteslutande tillbringades på Jāghir Bāzār medan paret Mallowan var där i två år (1935–1936). Berättelsen komplicerar sedan saken ytterligare genom att ange att andra medlemmar anslöt sig till dessa första expeditioner, såsom överste Burn (kallad "översten" i boken) och Louis Osman (kallad "Bumps" efter sin egen beskrivning av Tells). I själva verket anslöt sig dessa två medlemmar och andra till expeditionen våren 1937 när teamet utvidgade sina ansträngningar till att gräva inte bara vid Jāghir Bāzār utan också vid Tall Birāk. Kronologin återgår sedan till att vara korrekt när paret Mallowan slutar på dessa platser och flyttar för en kort tid till Balikh Valley 1938. År 1939 bedömdes den internationella situationen vara för farlig för att fortsätta och paret Mallowan återupptog inte sitt arkeologiska arbete förrän 1947 med ytterligare en kartläggningsexpedition, denna gång återigen till Irak.

## Bemötande och kritisk analys
Christie beskrev boken i sitt eget förord som "en mycket liten bok, full av vardagliga göranden och händelser". Det görs inte mycket för att utbilda läsaren i den antika historien om de platser som grävs ut eller i själva arkeologins metoder. I stället målar hon upp en levande bild av den mänskliga sidan av deras expeditioner och de personligheter, både europeiska och asiatiska, som är inblandade. I synnerhet de senare presenteras på ett mycket sympatiskt sätt. Christies smittande entusiasm för regionen, dess folk och det liv de levde när de arbetade där kommer fram i verket på ett sätt som fick Jacquetta Hawkes (som arbetade med paret Mallowan i Nimrud på 1950-talet) att beskriva boken i ett förord till 1983 års Bodley Head-utgåva som "ett rent nöje att läsa". I sin biografi om Christie från 2007 skriver Laura Thompson att boken "är skriven för att behaga en person, åtminstone: hennes man. Den har en lätt manisk stil, så olik som den kan vara från hennes fiktion, även om boken på sitt sätt är lika konstfull".
Professor Rushbrook Williams var mindre imponerad i The Times Literary Supplement den 28 december 1946: "De deckarentusiaster som betraktar publiceringen av en ny "Agatha Christie" som en milstolpe kommer att uppleva något av en chock när de vänder bladen. Här finns ingen sinnrik intrig, inget konstfullt uttänkt kärleksintresse, ingen demaskering av den ohygglige brottslingen efter tillfredsställande spänning. Medan de som vet något om arkeologiskt arbete i Främre Orienten, och som i mrs Mallowans smärre olyckor och offer ser ett eko av sina egna erfarenheter, ibland skrattar när de läser, kommer den vanliga människan att tycka att det hela är för utdraget. Boken påminner verkligen om den typ av litteratur av typen 'brev från käre farbror William' – utmärkt att läsa högt av dem, och för dem, som känner farbror William, men en smula tråkigt för personer utanför familjekretsen."
Elizabeth Monroe skrev i The Observer den 24 november 1946 att "Trots all sin nonchalans är boken ett bidrag till litteraturen om Mellanöstern. För den innehåller nostalgiska skildringar av det överflöd av högar som markerar svunna liv, och av den tystnad som omger dem nu, och av blommorna som täcker dem om du kommer rätt morgon på våren."
En recension av "H.J.F." i The Guardians nummer den 22 november 1946 konstaterade att idén att skriva boken var "karakteristiskt ljus" och avslutade: "Läsaren behöver inte förvänta sig att hitta något här om de berömda Mallowan-utgrävningarna som har gjort så mycket för att fylla ut den hittills tunna väven av historien om kultiveringens ursprung. Detta kan sökas i lärda tidskrifter, och Agatha Christies del däri är ingen liten sådan. Vi undrar hur många av de människor som tycker om hennes böcker tänker på att de så ofta som inte är skrivna i öknen bland högar av bortglömda städer i en region som en gång var full av liv."
John Lanchester beskrev boken som "en seriös utmanare till den minst avslöjande självbiografiska bok som någonsin skrivits, i stark konkurrens med hennes självbiografi, som åtminstone innehåller några faktiska detaljer från hennes barndom."